# Cua de missatges

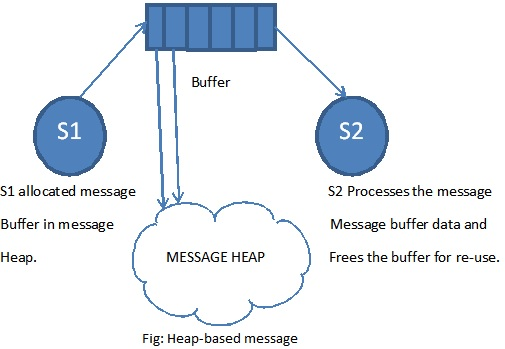
En aquesta cua de missatges basada en munt, l'emissor sempre assigna l'emmagatzematge i el receptor sempre desassigna. la cua de missatges de pila funciona de manera segura i molt més eficient.

En informàtica, les cues de missatges i les bústies de correu són components d'enginyeria de programari que s'utilitzen normalment per a la comunicació entre processos (IPC) o per a la comunicació entre fils dins del mateix procés. Utilitzen una cua per enviar missatges – el pas de control o de contingut. Els sistemes de comunicació de grup proporcionen tipus similars de funcionalitats.
El paradigma de la cua de missatges és un germà del patró editor/subscriptor, i normalment és una part d'un sistema de programari intermedi orientat a missatges més gran. La majoria dels sistemes de missatgeria admeten tant els models d'editor/subscriptor com de cua de missatges a la seva API, per exemple Servei de missatges Java (JMS).
Les cues de missatges implementen un patró de comunicació asíncrona entre dos o més processos/subprocesos pel qual la part emissora i la receptora no necessiten interactuar amb la cua de missatges al mateix temps. Els missatges col·locats a la cua s'emmagatzemen fins que el destinatari els recupera. Les cues de missatges tenen límits implícits o explícits sobre la mida de les dades que es poden transmetre en un sol missatge i el nombre de missatges que poden romandre pendents a la cua.
En una implementació típica de la cua de missatges, un administrador del sistema instal·la i configura el programari de cua de missatges (un gestor de cues o intermediari) i defineix una cua de missatges anomenada. O es registren amb un servei de cua de missatges.
Han sorgit tres estàndards que s'utilitzen en implementacions de cues de missatges de codi obert.
1. Protocol avançat de cua de missatges (AMQP): protocol de cua de missatges ric en funcions, aprovat com a ISO/IEC 19464 des de l'abril de 2014.
2. Streaming Text Oriented Messaging Protocol (STOMP): protocol de missatges senzill i orientat a text.
3. MQTT (abans MQ Telemetry Transport): protocol lleuger de cua de missatges especialment per a dispositius incrustats.

Aquests protocols es troben en diferents etapes d'estandardització i adopció. Els dos primers funcionen al mateix nivell que HTTP, MQTT al nivell de TCP/IP.